# Indische neushoorn
De Indische neushoorn of pantserneushoorn (Rhinoceros unicornis) is een zoogdier uit de familie van de neushoorns (Rhinocerotidae). De wetenschappelijke naam van de soort werd in 1758 gepubliceerd door Carl Linnaeus.

## Uiterlijk
De Indische neushoorn onderscheidt zich van de andere twee Aziatische neushoorns door zijn grootte, grote kop, sterk ontwikkelde nekplooien en slechts twee huidplooien op de buik. De Indische neushoorn heeft één 60 cm lange hoorn, die bestaat uit samengeklitte keratinevezels en niet uit hoornbeen. De huid is grijsbruin van kleur. Gemiddeld is het dier ongeveer 1,75 - 2 meter hoog (schouderhoogte) en heeft een gemiddeld gewicht van 1800 - 2200 kilo. De staart is 70 tot 80 cm lang.

## Levenswijze
De Indische neushoorn is een herbivoor, een planteneter en leeft van bladeren en grassen. In andere seizoenen tolereren ze indringers in hun territorium, maar tijdens de paartijd worden deze verjaagd.

## Voortplanting
Mannetjes hebben grote, scherpe, slagtandachtige snijtanden, die ze inzetten bij gevechten met rivalen in de paartijd. Mannetjes zijn geslachtsrijp op een leeftijd van 7 tot 8 jaar, vrouwtjes als ze 5 jaar oud zijn, en zijn in de paartijd tijdelijk samen. De draagtijd bedraagt 16 maanden. De gemiddelde levensduur is dertig jaar.

## Bedreiging
De grootste actuele bedreiging is de vraag naar hoorn vanuit de traditionele Aziatische geneeskunde. Het is een aloud gebruikt medicijn dat in China wordt gebruikt om koorts te verlagen en niet, zoals vaak wordt beweerd door de westerse media, als afrodisiacum.

## Verspreiding
Deze solitaire soort komt voor in 7 versnipperde gebieden in Noord-India en in twee gebieden in Nepal. In het totaal (in 2004) gaat het om ongeveer 2575 dieren.
Zij leven in moerassige gebieden. Vroeger kwamen zij voor in het westen van Pakistan, over geheel Noord-India en het zuiden van Nepal.

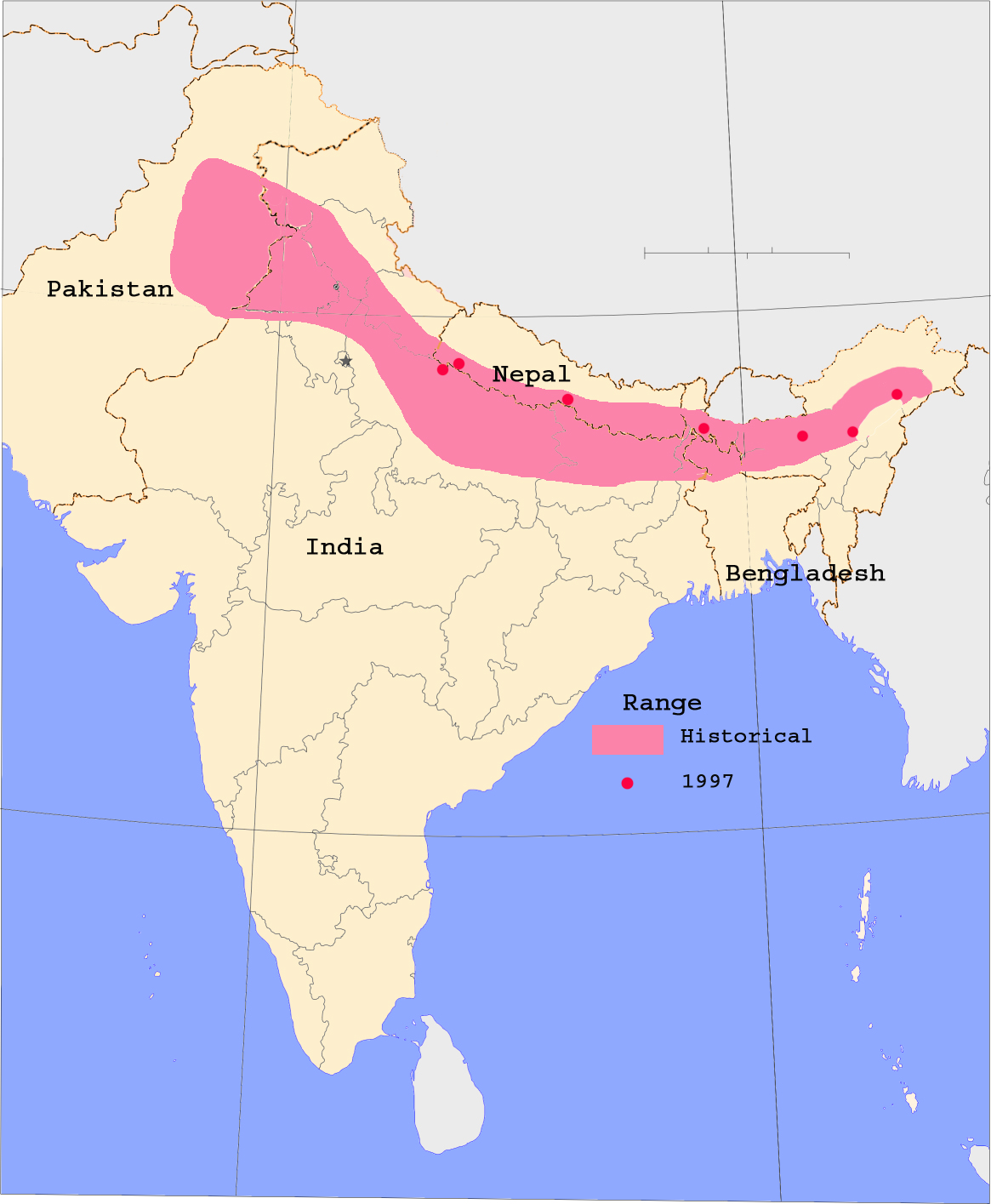
Kaart met het originele leefgebied van de Indische neushoorn en de 7 huidige locaties